# Wiscasset
Wiscasset is een plaats (town) in de Amerikaanse staat Maine, en valt bestuurlijk gezien onder Lincoln County.

## Geografie
Volgens het United States Census Bureau beslaat de plaats een oppervlakte van
71,8 km², waarvan 63,7 km² land en 8,1 km² water.

## Foto's

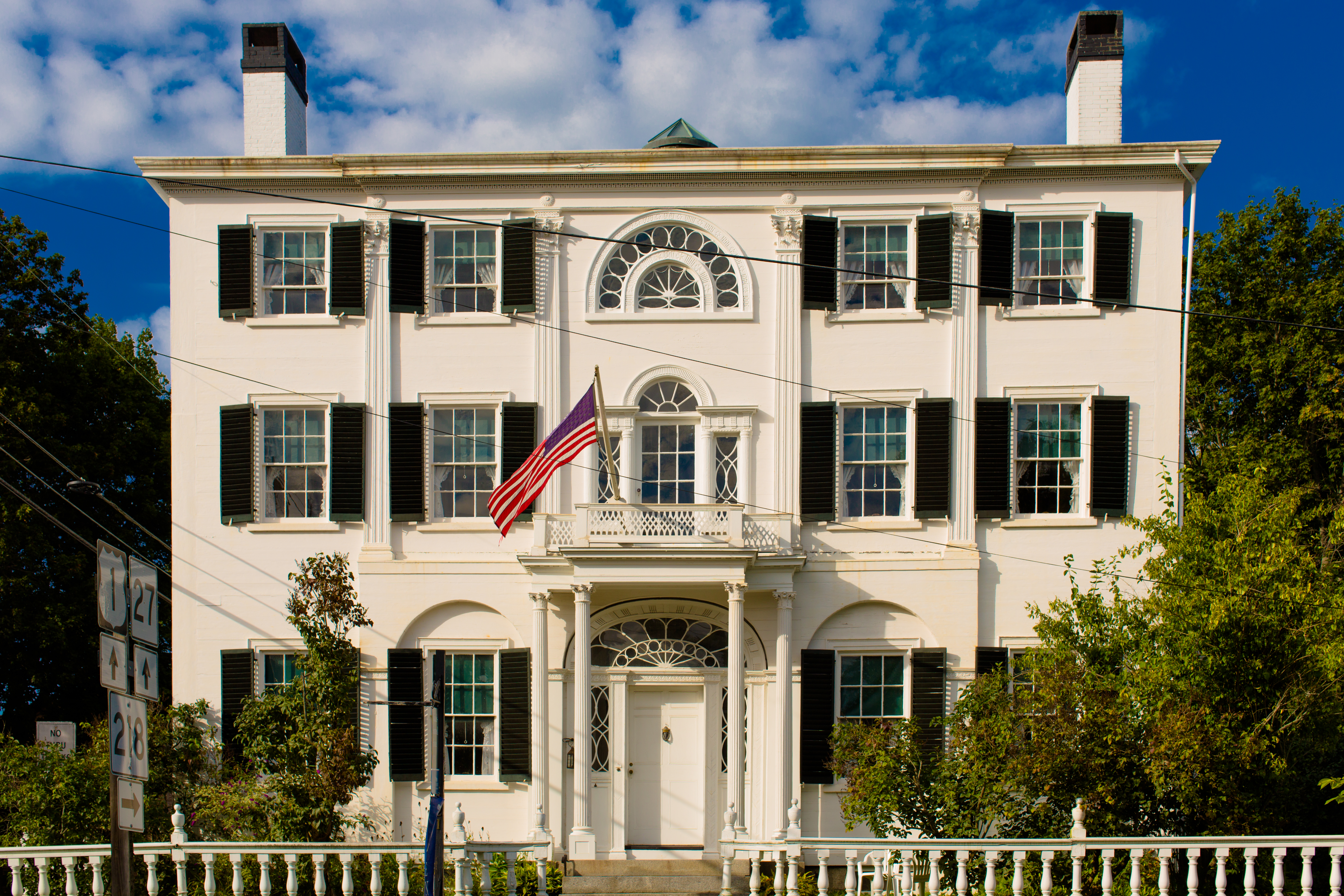
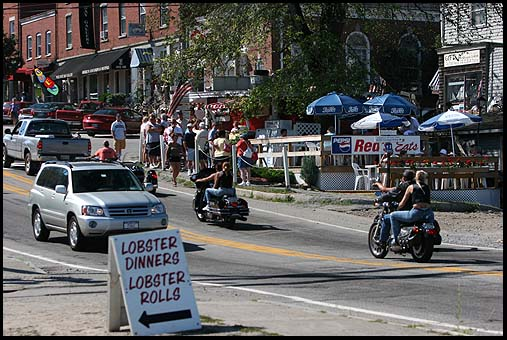
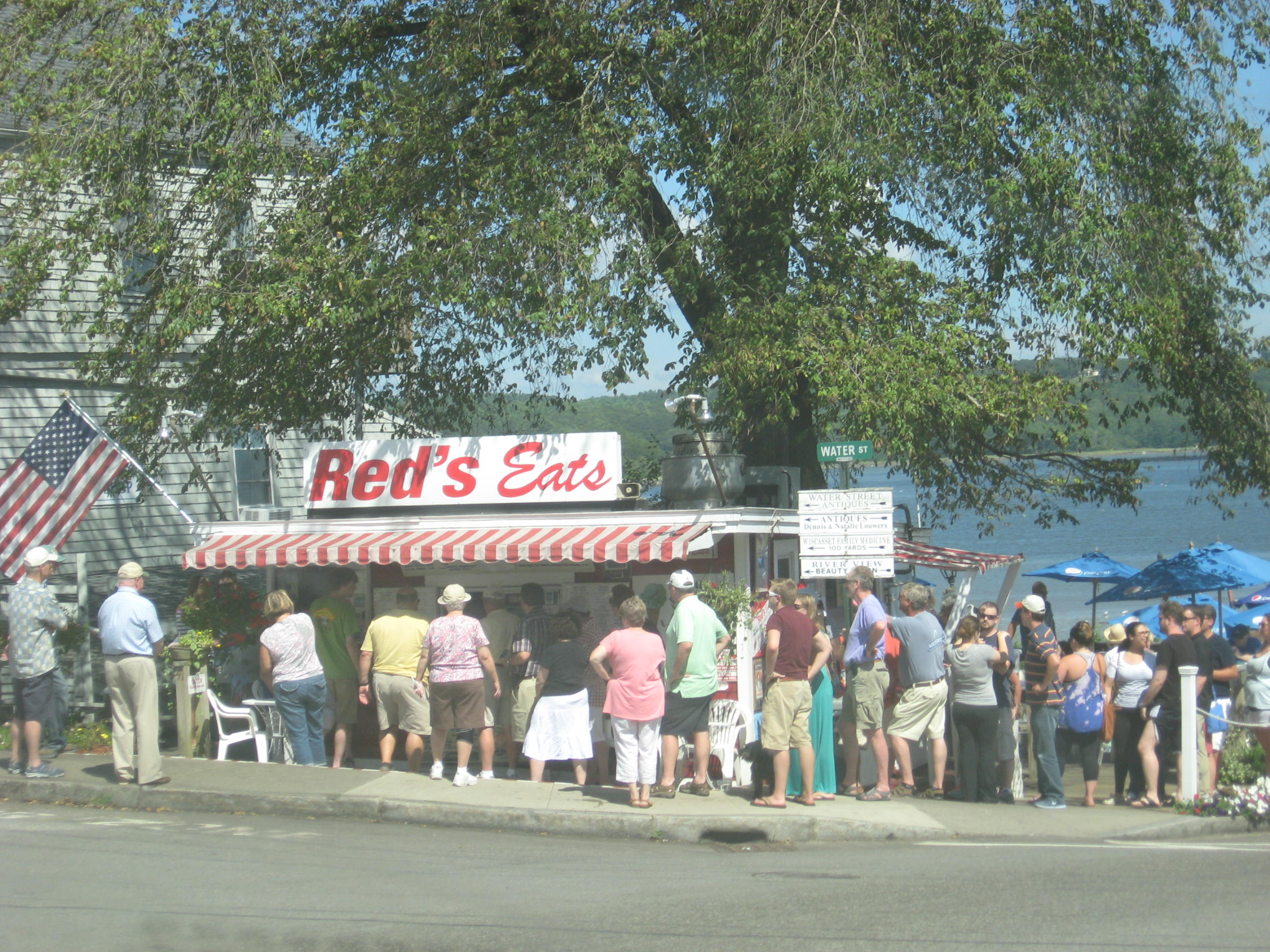
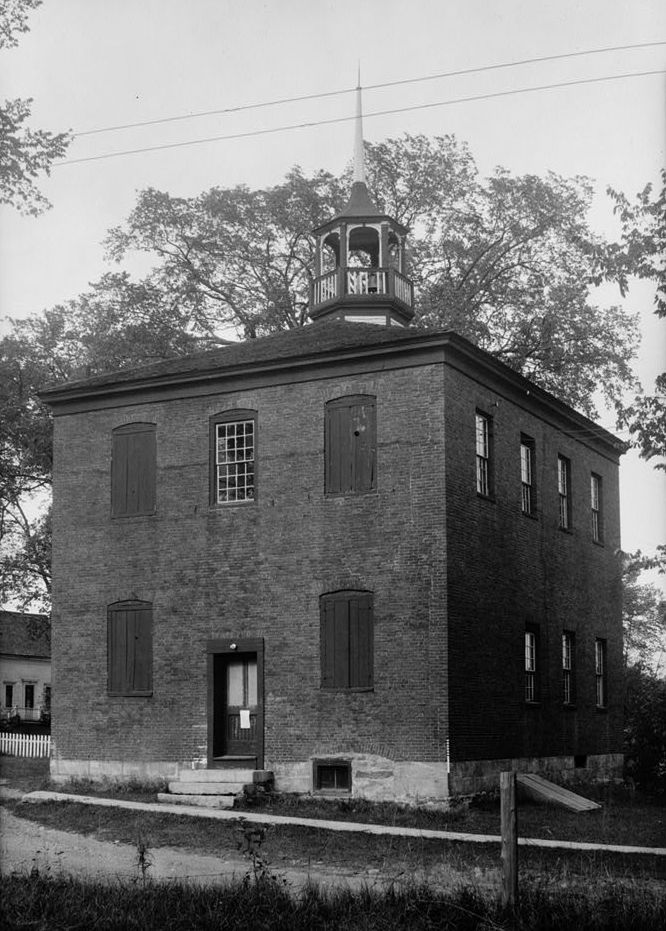